# Polytrichum ericoides
Polytrichum ericoides là một loài rêu trong họ Polytrichaceae. Loài này được Hampe mô tả khoa học đầu tiên năm 1865.